# Sucevița
Sucevița est une commune roumaine située dans le județ de Suceava.